# Dyopedos monacantha
Dyopedos monacantha is een vlokreeftensoort uit de familie van de Dulichiidae. De wetenschappelijke naam van de soort is voor het eerst geldig gepubliceerd in 1875 door Metzger.